# Ampedus melanurus
Ampedus melanurus е вид бръмбар от семейство Полски ковачи (Elateridae).

## Разпространение и местообитание
Видът е разпространен в Австрия, Германия, Гърция, Испания, Италия, Полша, Португалия, Словакия, Унгария, Франция и Чехия.
Обитава гористи местности и плата.

## Описание
Популацията на вида е намаляваща.